# (6659) Pietsch
(6659) Pietsch – planetoida z pasa głównego asteroid okrążająca Słońce w ciągu 3 lat i 237 dni w średniej odległości 2,37 j.a. Została odkryta 24 grudnia 1992 roku w obserwatorium w Oohira przez Takeshiego Uratę. Nazwa planetoidy pochodzi od Wolfganga Pietscha (ur. 1948), pracującego w Instytucie Fizyki Towarzystwa Maxa Plancka. Przed nadaniem nazwy planetoida nosiła oznaczenie tymczasowe (6659) 1992 YN.